# Orthotomus sepium
El sastrecillo dorsiverde (Orthotomus sepium) es una especie de ave paseriforme de la familia Cisticolidae endémica de Java, Bali, Lombok e islas menores aledañas, en Indonesia.